# Партизанський
Партиза́нський (рос. Партизанский) — селище у складі Бузулуцького району Оренбурзької області, Росія.

## Населення
Населення — 156 осіб (2010; 143 у 2002).
Національний склад (станом на 2002 рік):
- росіяни — 92 %